# 紫云乡
紫云乡，是中华人民共和国四川省广元市昭化区曾经下辖的一个乡。2019年12月，撤销紫云乡，将其所属行政区域划归元坝镇管辖。

## 行政区划
紫云乡撤销前下辖以下地区：
嘉川村、云雾村、金花村、紫云村、三青村和中朝村。